# John Quiñones
Pour les articles homonymes, voir Quiñones.
 (avril 2009).
John Quiñones (né le 23 mai 1952  à San Antonio) est un correspondant d'ABC News.
De 1975 à 1978, Quiñones est rédacteur en chef à la radio KTRH à Houston. Durant cette période, il est reporter pour KPRC-TV et pour WBBM-TV à Chicago.
En 1982, Quiñones rejoint ABC News en tant que correspondant à Miami. Il coprésente Primetime, une émission d'ABC News.
Depuis 2008, il est le présentateur de l'émission What Would You Do? (en).
Quiñones a obtenu un Bachelor of Arts degree en communication à St. Mary's University (San Antonio). Il a obtenu un  master's degree à la Columbia School of Journalism[réf. souhaitée].

## Récompenses — distinctions
- George Foster Peabody Award, 1999, ABC News, New York, New York, ABC 2000 (ou ABC 2000 Today)[1].
- ALMA Award du National Council of La Raza[1].
- CINE award pour son reportage sur les attaques suicides en Israel[1].
- Gabriel Award[1].
- 7 victoires aux Emmy Awards[1].
- World Hunger Media Award et citation au Robert F. Kennedy Journalism Award[1].
- Pigasus Award, 2005, ABC's Primetime Live, pour John of God[2].